# 慈恩園生命紀念館

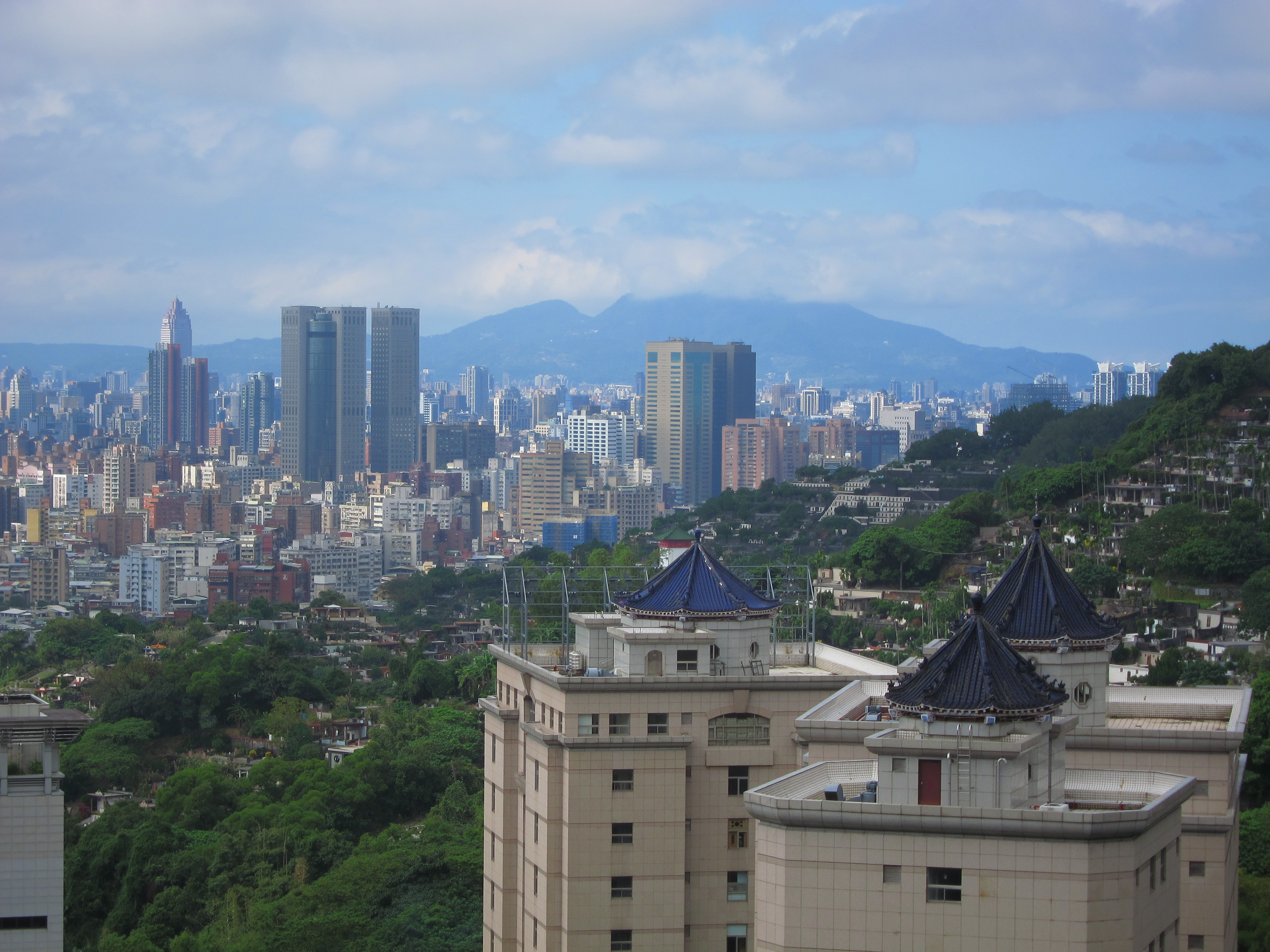
臺北市中心的慈恩園（右下三棟藍瓦攢尖頂建築）視角。

慈恩園生命紀念館，簡稱慈恩園，位於臺北市信義區黎安里和平東路三段631巷49號，處芳蘭山、福州山、四獸山等山脈之間，緊鄰六張犁公墓，是一座臺北市郊的民營殯葬機構和靈骨存放設施。

## 簡介
慈恩園寶塔創建於1985年，創辦人鄭聰江為苗栗縣苑裡鎮人，其自市場菜販起家，時以發揚「以孝傳家」之理念及中華文化之傳統美德為目標，於1988年正式成立慈恩園生命紀念館，並於1999年初建完成。
園區內共興建有三棟建築，分別為孝親館A棟、敬親館B棟、禮親館C棟以及慈恩禪園，乃依各種宗教信仰及不同文化特色所特別設置之佛道教獨棟專區、基督宗教獨棟分層專區等寶塔位區。園區由專業建築設計師陳木壽建築師規劃設計，於1999年成為全北市首座合法的民營寶塔。
即使園方標榜優質服務，但仍然曾經發生過不少爭議性議題。

## 外部連結
- 慈恩園生命紀念館官網 （页面存档备份，存于）